# Giuseppe Calvia
Giuseppe Calvia Secchi, noto anche con lo pseudonimo di Lachesinu (Mores, 13 luglio 1866 – Mores, 15 marzo 1943), è stato un antropologo, poeta e pubblicista italiano.
Fu uno studioso esperto delle tradizioni popolari in particolare della Sardegna e del Logudoro. Per anni scrisse per La Nuova Sardegna, fu curatore della pagina letteraria della rivista Sardegna fondata da Attilio Deffenu e fondò e curò la rivista Caprera. Pubblicò opere sia in lingua sarda che in lingua italiana e organizzò numerosi premi letterari.

## Biografia

### Le origini, gli studi e l'attività giornalistica
Giuseppe Calvia (colloquialmente chiamato Peppe Calvia) nacque a Mores da Luigi, abbiente agricoltore, e da Maria Giuseppa Secchi di Nughedu San Nicolò. Frequentò le scuole elementari nel suo paese natio e proseguì gli studi presso il Liceo classico Domenico Alberto Azuni di Sassari, dove conseguì la maturità con "licenza d'onore".
Proseguì gli studi, tuttavia non completandoli, presso la Facoltà di Lettere dell'Università di Roma, ove fu allievo di Antonio Labriola e di Angelo De Gubernatis. Il periodo vissuto nella capitale fu fecondo e di fondamentale importanza per la sua formazione culturale e politica e diede impulso alla sua lunga e prolifica attività nell'ambito dello studio tradizioni popolari.
Durante la sua carriera universitaria, il Calvia iniziò la sua lunga collaborazione col quotidiano La Nuova Sardegna e con altre riviste. Curò inoltre, con l'amico poeta e sacerdote di Mores Efisio Soletta, la pagina poetica della rivista Sardegna e fondò e diresse la rivista Caprera.
Poco prima del suo rientro in Sardegna, nel 1894 scampò a un attentato dinamitardo a piazza Montecitorio nella Capitale.

### L'attività militare e politica
Fu attivo anche dal punto di vista militare e politico. Nel 1889 fu caporale del 13º Reggimento di Artiglieria da campagna nella Caserma Macao di Roma, esperienza menzionata nella sua poesia dedicata alla morte di sua sorella Rosalia. L'anno successivo, partì per Pordenone dove fu ufficiale di complemento e dove ricevette un encomio per aver tratto in salvo alcuni suoi commilitoni che stavano per annegare nel fiume Meduna.
Diversi anni dopo, nel 1897, partecipò alla guerra greco-turca come volontario assieme al giornalista e deputato Antonio Fratti, che morì durante il conflitto a fianco allo stesso Giuseppe Calvia.
La vita politica dello scrittore fu caratterizzata da uno spostamento dalla militanza Garibaldina e Repubblicana a quella del nascente Partito Socialista, per il quale venne eletto consigliere provinciale di Sassari per il Mandamento XVII di Mores e Ozieri. Il suo impegno politico è riscontrabile inoltre nella sua scheda del Casellario Politico Centrale, aperta nel 1898.

### Le opere
Calvia pubblicò numerose opere sia in italiano che in lingua sarda. In qualità di studioso del folklore e delle tradizioni popolari sarde, ha lasciato molti scritti. Il suo ricco e paziente lavoro compare sotto forma di numerose pubblicazioni in diverse opere come la Rivista delle tradizioni popolari italiane del De Gubernatis, l'Archivio per lo Studio delle Tradizioni Popolari degli studiosi Giuseppe Pitrè e Salvatore Salomone-Marino, e Il folklore italiano di Raffaele Corso. Il ricco numero di pubblicazioni di Giuseppe Calvia costituisce un'importante lavoro di memoria storica per quanto riguarda le tradizioni, i canti e le usanze e di studio di carattere archeologico della Sardegna, in particolare del Logudoro.
Scrisse un gran numero di celebri poesie in lingua sarda di carattere religioso, sentimentale e politico, vincendo anche concorsi di poesia. Nelle sue poesie, l'autore ha riversato la memoria e l'identità collettiva del suo borgo natio e della Sardegna. Molte di queste sono raccolte nel volume postumo Poesie, con note biografiche e bibliografiche, pubblicate in occasione delle onoranze al poeta nel centenario della nascita (31-7.-1966).

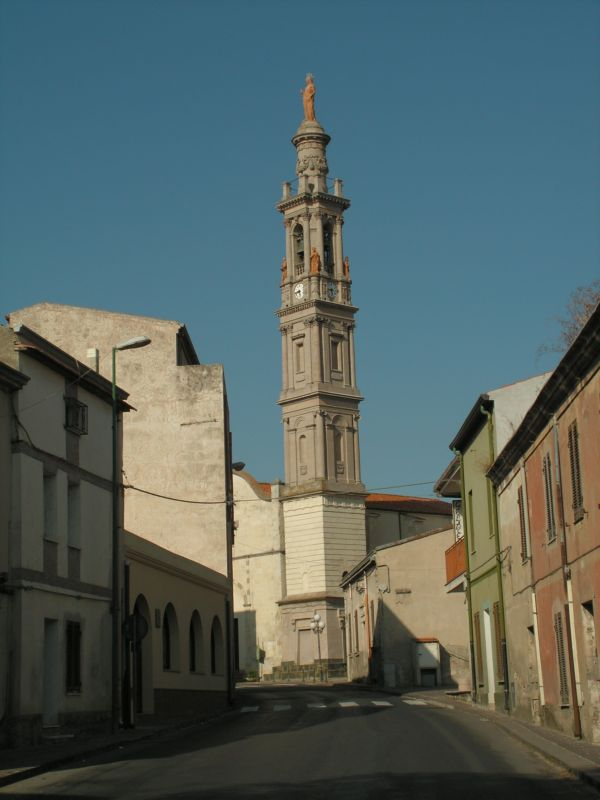
Mores, il borgo di nascita di Giuseppe Calvia

### La morte e la memoria di Giuseppe Calvia
Giuseppe Calvia morì a Mores e il suo corpo riposa nel cimitero locale. La sua tomba riporta il seguente epitaffio:
"GIUSEPPE CALVIA FU LUIGI. ORATORE. DEMOLOGO. SOLDATO CAPITANO DELLA GUERRA GRECO-TURCA DELL'ANNO 1897.
NATO A MORES IL 31.7.1866 M(ORTO) 15.3.1943".
Il Comune di Mores lo ha ricordato intitolandogli una via dove è ubicata la casa in cui era vissuto. L'edificio,"Casa Calvia", oggi è sede di un museo letterario ed etnografico dedicato all'intellettuale sardo.

## Opere
- Il pane e i dolci tradizionali della Sardegna (1891)
- La Leggenda di Monte Ruju (Anglona) (1893)
- Formole di imprecazioni, giuramenti e saluti della Sardegna (1893)
- Usi funebri di Mores (Logudoro) (1893)
- Preghiere sarde. Segno della croce, contro il folletto, contro il morso della tarantola (1894)
- Le Leggende di Rocca Chenale (Ghilarza) (1894)
- La leggenda del sasso di Arzolas Oschiri (1894)
- Giuochi fanciulleschi sardi (Logudoro) (1894)
- Cretinopoli in Sardegna (1894)
- Canto funebre (attitidu) di Ploaghe nel Logudoro (1894)
- Astrologia e meteorologia popolare sarda e specialmente del Logudoro (1895)
- Canti funebri di Ploaghe in Sardegna (1895)
- Ninne-nanne sarde di Ploaghe (1896)
- Fregi di lavori femminili in Sardegna (Logudoro) (1896)
- Il Natale In Sardegna (1897)
- Canti religiosi della Sardegna Raccolti a Mores (Logudoro) (1897)
- Un’usanza originale in Sardegna (1898)
- Taja antica della Sardegna (1898)
- Ninne-nanne popolari di Logudoro: per nozze Apeddu-Sanna (1900)
- Leggenda della Rocca de Pedra Mendarza in Giave (1902)
- Facezie sopra gli abitanti di Sorso in Sardegna (1902)
- Danze macabre nelle leggende di Logudoro in Sardegna (1902)
- Esseri meravigliosi e fantastici nelle credenze sarde e specialmente di Logudoro (1902)
- Ricerche di antichità a Mores (1906)
- Ricerche di antichità nel Meilogu (Bonnannaro-Torralba) (1908)
- Il Rombo in Sardegna (1913)
- Modo di aggiogare i buoi in Sardegna (1916)
- Superstizioni varie della Sardegna e specialmente del Logudoro (1916)
- Rajos de Gherra (1917)
- Pochi fiori : donati dall'autore al circolo dopo lavoro di East Boston (1937)
- Le arti tessili in Sardegna ma specialmente nel Logudoro (1941)